# Leonid Judasin
Leonid Grigorjewicz Judasin, ros. Леонид Григорьевич Юдасин (ur. 8 sierpnia 1959 w Leningradzie) – izraelski szachista rosyjskiego pochodzenia, arcymistrz od 1990 roku.

## Kariera szachowa
W swojej karierze był dwukrotnie pretendentem do tytułu mistrza świata w szachach. Po raz pierwszy awans do meczów pretendentów wywalczył w roku 1990, zajmując w turnieju międzystrefowym w Manili IX miejsce. Rozegrany rok później w Rydze mecz I rundy przeciwko Wasilijemu Iwanczukowi zakończył się jednak jego klęską w stosunku ½ – 4½. W kolejnym cyklu walki o tron szachowy również wywalczył awans, bo bardzo dobrym występie w Biel w roku 1993, gdzie zajął VI miejsce. Podobnie jak trzy lata wcześniej, nie awansował do II rundy, przegrywając w Wijk aan Zee w roku 1994 z Władimirem Kramnikiem w stosunku 2½ – 4½.
Do innych znaczących sukcesów Judasina zaliczyć można: zwycięstwo w mistrzostwach Związku Radzieckiego (wraz z Aleksandrem Bielawskim, Jewgienijem Bariejewem oraz Aleksiejem Wyżmanawinem) w Leningradzie w roku 1990, I miejsca w Pampelunie w roku 1990 (przed Wiktorem Korcznojem) oraz w roku 1991 (wraz z Miguelem Illescasem Cordobą), I miejsce w Dos Hermanas w roku 1992 (przed Władimirem Akopianem), I miejsce w León w roku 1993 (m.in. przed Anatolijem Karpowem, Weselinem Topałowem i Péterem Lékó), I miejsce w mistrzostwach Izraela w Tel Awiwie w roku 1994, dwukrotnie I miejsca w Reggio Emilii (1997/98, wspólnie z Dmitrijem Komarowem oraz 1999/00, samodzielnie) oraz dz. I miejsce w Ano Liosia (2000/01, wspólnie m.in. z Władimirem Bakłanem i Siergiejem Szipowem).
Jest dwukrotnym medalistą olimpijskim. Oba medale zdobył na olimpiadzie w Nowym Sadzie w roku 1990: złoty wraz z drużyną radziecką oraz brązowy za indywidualny wynik na V szachownicy. Oprócz startu w roku 1990, jeszcze dwa razy wystąpił na olimpiadach (w latach 1994 i 1996), reprezentując Izrael.
Najwyższy ranking w karierze osiągnął 1 stycznia 1991 r. z wynikiem 2645 punktów dzielił wówczas 8. miejsce (wspólnie z Walerijem Sałowem) na światowej liście FIDE, jednocześnie zajmując 1. miejsce wśród izraelskich szachistów.